# Sociologie politique

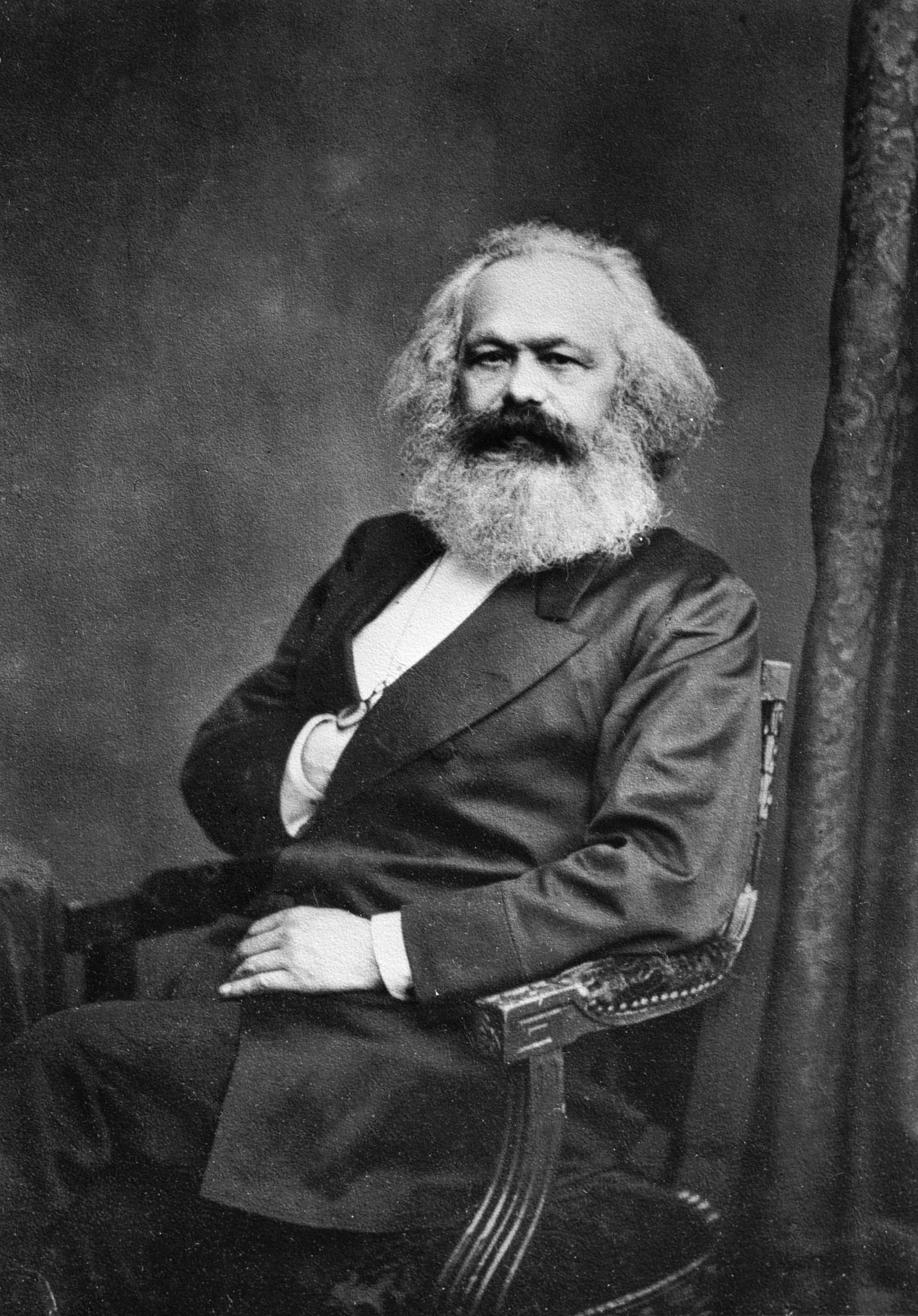
Une photo portrait de Karl Marx.

La sociologie politique est une branche de la sociologie qui étudie le pouvoir politique, l'action publique, les politiques publiques, les élections et le vote ou encore les mouvements sociaux.
Elle comprend notamment la sociologie du vote (ou sociologie électorale).

### Ouvrages
- Catherine Rouvier, Sociologie politique, Litec, coll. « objectif droit », 2006, 4e éd. - 5e édition prévue pour 2010
- Marcel Mauss, « La Nation », dans Œuvres complètes, Les Éditions de Minuit
- (en) Robert Dahl et Bruce Stinebrickner, Modern Political Analysis, Longman, 2002, 6e éd., 172 p. (ISBN 978-0-13-049702-4)
- Max Weber, Économie et société, t. 1, Paris, Plon, 1971
- Jean-Pierre Cot et Jean-Pierre Mounier, Pour une sociologie politique, t. 1, Seuil, coll. « Point », 1974, p. 11-25
- Pierre Bourdieu, « Les sondages, une science sans savant », dans Choses dites, Paris, Les Éditions de Minuit, coll. « Le sens commun », 1987, 229 p. (ISBN 2707311227), p. 217-224
- Roger-Gérard Schwartzenberg, Sociologie politique, Montchrestien, coll. « Précis Domat », 1990
- Jacques Lagroye, Sociologie politique, Presses de la Fondation Nationale des Sciences Politiques - Dalloz, 1991
- Philippe Braud, Sociologie politique, Paris, LGDJ, coll. « Manuel », 2020, 14e éd., 804 p. (ISBN 978-2-275-07590-7)
- Francis Farrugia, La construction de l'homme social : Essai sur la démocratie disciplinaire, Paris, Syllepse, 2005
- Madeleine Grawitz, Méthodes des sciences sociales, la science politique, Dalloz, coll. « Précis », 1997, p. 316 et sq.
- Pierre Bourdieu (préf. Philippe Fritsch), Propos sur le champ politique, Lyon, Presses Universitaires de Lyon, 2000, 110 p. (ISBN 2-7297-0649-6, présentation en ligne)
- Jacques Lagroye, Bastien François et Frédéric Sawicki, Sociologie politique, Dalloz-Sirey, 2006, 5e éd., 607 p. (ISBN 978-2-247-06988-0)
- Bertrand Badie et Pierre Birnbaum, Sociologie de l’État, Paris, Grasset, coll. « Pluriel », 1979, 240 p.
- Pierre Birnbaum, Les sommets de l’État : Essai sur l’élite du pouvoir en France, Paris, Seuil, coll. « Points Essais », 1994, 212 p.
- Pierre Bourdieu, La noblesse d'État : Grandes écoles et esprit de corps, Paris, Les Éditions de Minuit, coll. « Le sens commun », 1989, 576 p. (ISBN 9782707312785)
- Jacques Chevallier, Science administrative, Paris, PUF, coll. « Thémis », 2019, 6e éd. (1re éd. 1986), 636 p. (ISBN 978-2-13-081492-4)
- Michel Crozier, Le phénomène bureaucratique : Essai sur les tendances bureaucratiques des systèmes d’organisation modernes et sur leurs relations en France avec le système social et culturel, Paris, Seuil, coll. « Points », 1963, 384 p.
- Antonin Cohen, Bernard Lacroix et Philippe Riutort (dir.), Nouveau manuel de science politique, La Découverte, 2008
- Yves Deloye, Sociologie historique du politique, Paris, La Découverte, coll. « Repères », 2003 (1re éd. 1997), 124 p.
- Françoise Dreyfus, L’invention de la bureaucratie : Servir l’État en France, en Grande-Bretagne et aux États-Unis (XVIIIe – XXe siècle), Paris, La Découverte, coll. « Textes à l'appui / histoire contemporaine », 2000, 290 p.
- Françoise Dreyfus et Jean-Michel Eymeri, Science politique de l'administration : Une approche comparative, Paris, Economica, coll. « Études politiques », 2006, 310 p.
- Vincent Dubois, La vie au guichet : Relation administrative et traitement de la misère, Paris, Economica, coll. « Études politiques », 1999, 208 p.
- François Dupuy et Jean-Claude Thoenig, L’administration en miettes, Paris, Fayard, coll. « L'espace du politique », 1985, 316 p.
- François Dupuy et Jean-Claude Thoenig, Sociologie de l’administration française, Paris, Armand Colin, coll. « U Sociologie », 1983, 206 p.
- Norbert Elias, La dynamique de l’Occident, Paris, Calmann-Lévy, coll. « Agora », 1975 (1re éd. 1939), 320 p.
- Jean-Michel Eymeri, La fabrique des énarques, Paris, Economica, coll. « Études politiques », 2001, 261 p.
- Jean-Pierre Gaudin, L’action publique : Sociologie et politique, Presses de la Fondation Nationale des Sciences Politiques, 2004
- Daniel Gaxie et Patrick Lehingue, Enjeux municipaux, PUF-CURAPP, 1984
- Daniel Gaxie, La démocratie représentative, Montchrestien, 2000
- Bernard Lacroix, Durkheim et le politique, Presses de la Fondation Nationale des Sciences Politiques, 1981
- Bernard Lacroix, « Ordre social et ordre politique », dans J. Leca et M. Grawitz (dir.), Traité de science politique, t. 1, PUF, 1985
- Jacques Le Bohec, Sociologie du phénomène Le Pen, La Découverte, 2005
- Jacques Le Bohec, Élections et télévision, Presses universitaires de Grenoble, 2007
- Patrick Lehingue, Sub unda : Coups de sonde dans l'étang des sondages, Le Croquant, 2007
- Karl Marx, Le dix-huit brumaire de Louis Bonaparte, Paris, Messidor - Éditions sociales, coll. « Essentiel », 1984 (1re éd. 1852), 230 p.
- Olivier Nay et Andy Smith, Le gouvernement du compromis : courtiers et généralistes dans l'action politique, Paris, Economica, 2002, 237 p.
- Pierre Rosanvallon, L’État en France de 1789 à nos jours, Paris, Seuil, coll. « Points Histoire », 2015 (1re éd. 1990), 361 p. (ISBN 978-2-02-019403-7)
- Luc Rouban, La fonction publique, Paris, La Découverte, coll. « Repères », 1995, 124 p.
- Carl Schmitt, Théologie politique, Gallimard, coll. « Bibliothèque des sciences humaines », 1988, 182 p., broché (ISBN 978-2-07-071377-6)
- Max Weber, Économie et société : 1. Les catégories de la sociologie, Paris, Pocket, coll. « Agora », 1995 (1re éd. 1956), 412 p.
- Max Weber (trad. Julien Freund, préf. Raymond Aron), Le savant et le politique, Paris, Plon, coll. « 10/18 », 1959 (1re éd. 1919), 188 p. (ISBN 9782264031594)
- Norbert Elias, La civilisation des mœurs, 1939

### Publications dans des revues
- Pierre Bourdieu, « Esprits d’État : genèse et structure du champ buraucratique », Actes de la recherche en sciences sociales, nos 96-97,‎ mars 1993, p. 49-62
- Pierre Bourdieu, « L'opinion publique n'existe pas », Temps modernes, vol. 29, no 318,‎ janvier 1973, p. 1292-1309 (lire en ligne, consulté le 25 janvier 2012)
- Pierre Bourdieu, « Questions de politique », Actes de la recherche en sciences sociales, no 16,‎ septembre 1977, p. 55-89
- Pierre Bourdieu, « La représentation politique : éléments pour une théorie du champ politique », Actes de la recherche en sciences sociales, nos 36-37,‎ février-mars 1981, p. 3-24
- Pierre Bourdieu, « Décrire et prescrire : Note sur les conditions de possibilité et les limites de l'efficacité politique », Actes de la recherche en sciences sociales, no 38,‎ mai 1981, p. 69-74
- Pierre Bourdieu et Monique de Saint-Martin, « La sainte famille : L'épiscopat français dans le champ du pouvoir », Actes de la recherche en sciences sociales, nos 44-45,‎ novembre 1982, p. 2-54
- Pierre Bourdieu, « La délégation et le fétichisme politique », Actes de la recherche en sciences sociales, nos 52-53,‎ juin 1984, p. 49-55
- (en) Donald T. Campbell, « Methods For The Experimenting Society », Evaluation Practice,‎ 1991, p. 223-260 (lire en ligne)